# Rhomphaea angulipalpis
Rhomphaea angulipalpis är en spindelart som beskrevs av Tord Tamerlan Teodor Thorell 1877. Rhomphaea angulipalpis ingår i släktet Rhomphaea och familjen klotspindlar.
Artens utbredningsområde är Sulawesi. Inga underarter finns listade i Catalogue of Life.